# Bombdådet i Oklahoma City
Bombdådet i Oklahoma City var en terroristattack utförd i USA den 19 april 1995. I attacken förstördes den federala byggnaden Alfred P. Murrah Federal Building i Oklahoma City av en bilbomb. 168 människor dödades och fler än 680 skadades; 19 av de döda var barn. Timothy McVeigh och Terry Nichols, anhängare av den amerikanska högerextrema militia-rörelsen, dömdes senare för dådet. McVeigh avrättades den 11 juni 2001 för sin gärning.  
McVeigh sa att motiven för dådet var myndigheternas tillslag på Ruby Ridge 1992 och Belägringen i Waco 1993 och för att försvara varje amerikansk medborgares frihet. Bombdådet i Oklahoma City utfördes på den andra årsdagen av Waco-belägringen som slutade med att myndigheterna angrep ranchen och de flesta av sektmedlemmarna dog, däribland många barn, i en explosionsartad brand.
I USA väckte bombdådet i Oklahoma City särskilt stor uppmärksamhet eftersom det var den första terroristattacken på amerikansk mark som krävde ett stort antal dödsoffer.

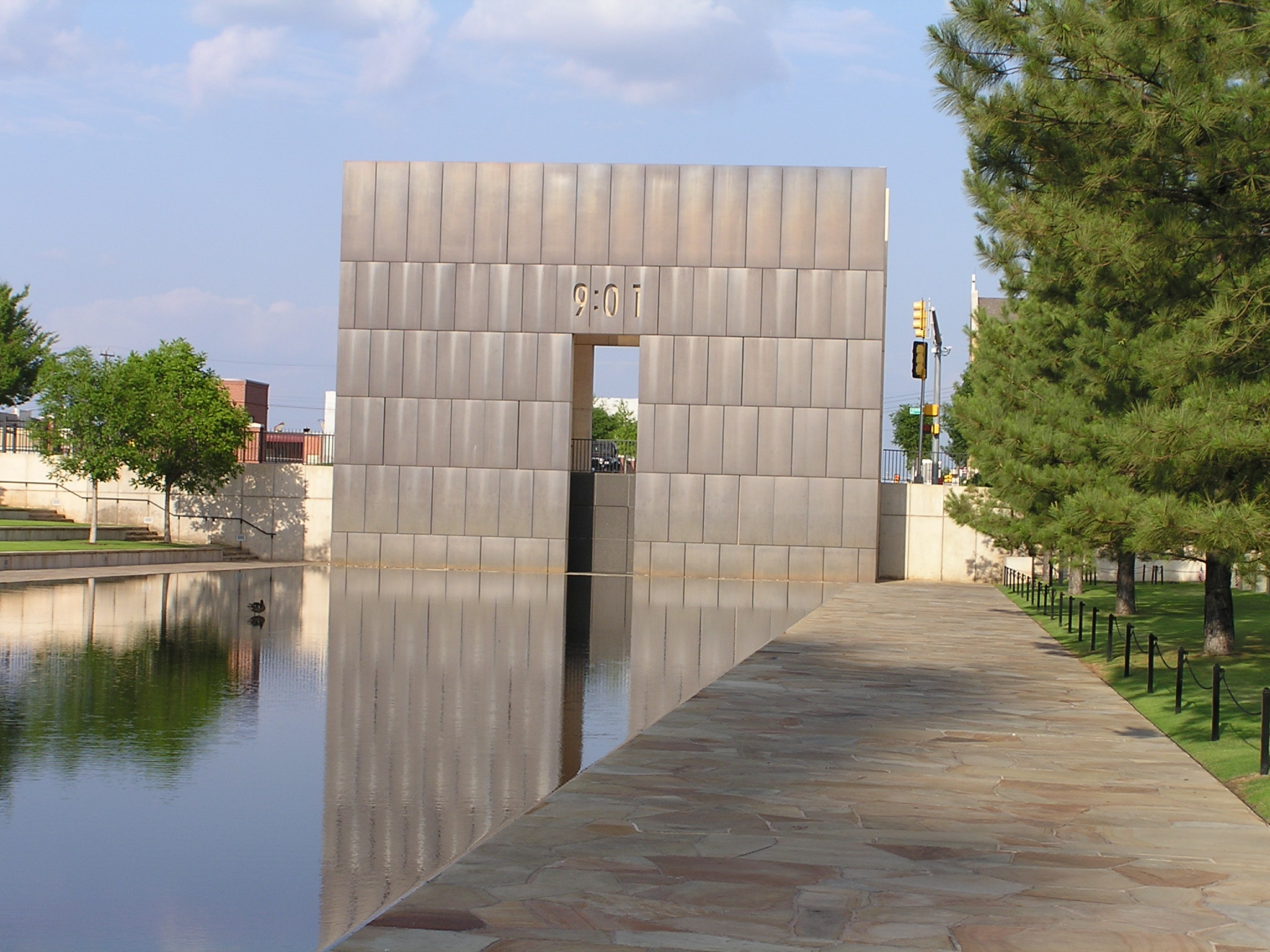
En del av den minnesplats i Oklahoma City som hedrar offren för bombdådet den 19 april 1995 innehåller ett monument med klockslaget för sprängningen, klockan 09.02, samt minuterna före respektive efter sprängningen. Klockan 09.01 symboliserar offrens sista minut i livet, före katastrofen.